# Erica filago
Erica filago là một loài thực vật có hoa trong họ Thạch nam. Loài này được (Alm & T.C.E.Fr.) Beentje mô tả khoa học đầu tiên năm 2006.